# Внешняя политика Кувейта

Дипломатические отношения Кувейта

Внешняя политика Кувейта — это общий курс Кувейта в международных делах. Внешняя политика регулирует отношения Кувейта с другими государствами. Реализацией этой политики занимается министерство иностранных дел Кувейта.

## История
Как показало вторжение Ирака в 1990 году, большие нефтяные запасы Кувейта и невысокий уровень обороноспособности делают его чрезвычайно уязвимым. Исторически, до иракского вторжения, кувейтские лидеры всегда боролись с этой уязвимостью при помощи дипломатии, пытаясь найти союзников, которые защитили бы их, пытаясь сохранить при этом как можно большую независимость от них. Исторически самым важным союзником Кувейта была Британская империя, отношения с которой были налажены по распоряжению шейха Мубарака в попытке сдержать продвижение Османской империи. В 1899 году Кувейт подписал договор с Британской империей, согласно которому у него был более высокий статус, чем в случае британских договоров с другими владениями, а присутствие метрополии почти не ощущалось так как чиновники редко вмешивались в местную политику.
19 июня 1961 года Кувейт обрёл независимость, но отношения с Великобританией продолжили развиваться: было подписано соглашение между странами, согласно которому Великобритания обязалась оказать помощь в защите Кувейта. Ирак, через шесть дней после обретения Кувейтом независимости, объявил эту страну своей частью и направил войска в сторону эмирата для захвата территории. Поскольку кувейтская армия была слишком слаба на защиту государства прибыли британские войска, а вскоре после этого подтянулись силы Лиги арабских государств и иракские войска были отозваны.
В 1970-х и 1980-х годах Великобритания стала постепенно уходить из Персидского залива и Кувейт был вынужден искать других союзников. Хотя кувейтские лидеры пытались сохранить нейтралитет между сверхдержавами: Кувейт имел ранние и устойчивые экономические, военные и дипломатические отношения с Советским Союзом, а затем стал обращаться за поддержкой к Соединённым Штатам. Ирано-иракская война стала решающим фактором в укреплении более тесных связей Кувейта с Соединёнными Штатами. Хотя в начале войны Кувейт критиковал военное присутствие США в Персидском заливе, но затем эта позиция изменилась. Когда кувейтские корабли стали целью иранских атак, ситуация с безопасностью ухудшилась и Кувейт обратился к Советскому Союзу и Соединенным Штатам с просьбой защитить его танкеры. Как только Советский Союз положительно отреагировал на эту просьбу, то Соединенные Штаты тоже решили помочь Кувейту. Таким образом, была заложена основа для последующей поддержки Соединенных Штатов этой страны.
2 августа 1990 года Ирак вторгся в Кувейт и оккупировал его. Благодаря усилиям США была сформирована многонациональная коалиция, которая под эгидой ООН начала военные действия против Ирака с целью освобождения Кувейта. Арабские государства, особенно пять других членов Совета сотрудничества арабских государств Персидского залива (Саудовская Аравия, Бахрейн, Катар, Оман и Объединённые Арабские Эмираты), Египет и Сирия, поддержали Кувейт, отправив войска для борьбы с иракской армией. Многие страны Европы и Восточной Азии направили войска в Кувейт, направили оборудование и / или оказали финансовую поддержку.
После освобождения от иракских войск Кувейт сосредоточил свои внешнеполитические усилия на развитии связей с государствами, которые участвовали в многонациональной коалиции. Примечательно, что этим государствам была отведена ведущая роль в восстановлении Кувейта. Отношения Кувейта с теми странами, которые поддерживали Ирак, в том числе с Иорданией, Суданом, Йеменом и Кубой, восстанавливались медленно. Поддержка Организацией освобождения Палестины (ООП) Ясира Арафата оказанная Саддаму Хусейну во время войны в Заливе также повлияла на отношение Кувейта к ООП, хотя эта страна продолжила поддерживать арабо-израильский мирный процесс.
С течением времени правительство Кувейта отказалось от своей прежней политики ограничения въезда рабочих из стран, лидеры которых поддерживали Ирак во время войны в Персидском заливе. В августе 2001 года министр внутренних дел Кувейта объявил, что больше не требуется никаких специальных разрешений для палестинских рабочих, желающих работать в стране. В конце 2009 года в Кувейте проживало около 30 000 палестинцев, 48 000 иорданцев и 5000 йеменцев.
После освобождения от Ирака Кувейт предпринимал усилия для обеспечения собственной безопасности со стороны союзников во всем мире, особенно членов Совета Безопасности ООН. В дополнение к соглашению с Соединенными Штатами были заключены соглашения об обороне с Великобританией, Россией и Францией. Связи с другими ключевыми арабскими членами коалиции в Персидском заливе, Египтом и Сирией, также были устойчивыми. В течение 2002—2003 годов в ходе подготовки и проведения операции «Иракская свобода» Кувейт был жизненно важным партнером по коалиции, предоставив 60 % своей территории для использования силами коалиции и выделяя значительную экономическую помощь. Кувейт постоянно участвует в усилиях по восстановлению инфраструктуры в Ираке, в октябре 2003 года пообещав выделить 1,5 млрд. долларов США на международной конференции в Мадриде и тесно консультируясь с иракскими официальными лицами, включая бывшего премьер-министра Ибрахима Аль-Джафари, который посетил Кувейт в конце октября 2005 года, и премьер-министра Нури аль-Малики, который посетил Кувейт в июле 2006 года и ещё раз в апреле 2007 года. Кувейт был активным сторонником мирного политического процесса в Ираке, приветствуя проведение выборов в январе 2005 года и приветствовал успешный конституционный референдум в Ираке в октябре 2005 года. В апреле 2008 года в Кувейте состоялась конференция соседей Ирака, в которой приняли участие государственный секретарь США Кондолиза Райс, премьер-министр Ирака Нури аль-Малики и министры иностранных дел всех стран региона. В октябре 2008 года был назначен посол Кувейта в Багдаде. В 2010 году Ирак выдвинул кандидатуру Мухаммеда аль-Улума на должность первого посла Ирака в Кувейте с 1990 года.
Кувейт является членом ООН и некоторых её специализированных и смежных учреждений, включая Всемирный банк (МБРР), Международный валютный фонд (МВФ), Всемирную торговую организацию (ВТО), Африканский банк развития (АФДБ), Арабский фонд экономического развития. Лига арабских государств, Арабский валютный фонд (AMF), Совет арабского экономического единства (CAEU), Экономическая и социальная комиссия для Западной Азии (ESCWA), Группа 77 (G-77), Совет сотрудничества арабских государств Персидского залива (GCC)), ИНМАРСАТ, Международная ассоциация развития (МАР), Международная финансовая корпорация, Международный фонд сельскохозяйственного развития, Международная организация труда (МОТ), Международная морская организация, Интерпол, Международный олимпийский комитет, Исламский банк развития (ИБР), Международная федерация Красного Креста и Общества Красного Полумесяца, Движение неприсоединения, Организация арабских стран-экспортеров нефти (ОАПЕК), Организация исламского сотрудничества (ОИК), Организация стран — экспортёров нефти (ОПЕК) и Международное агентство по атомной энергии (МАГАТЭ).
13 октября 2022 года Кувейт стал 28 членом Совещания по взаимодействию и мерам доверия в Азии.